# 白倉由美
白倉 由美（しらくら ゆみ、1965年3月8日 - ）は、日本の小説家、漫画家、ラジオ番組などのプロデューサー。千葉県出身。武蔵野女子大学文学部日本語・日本文学科卒業。夫は作家、漫画原作者の大塚英志。作品によっていくつかのペンネームが存在する。

## 漫画家としての経歴

### 漫画家時代
- 1983年 - 漫画雑誌『プチアップル・パイ』（徳間書店）3号に掲載された『魚座生まれのロンリーキャット』でデビュー。
- 以降、3年ほど『プチアップル・パイ』や『漫画ブリッコ』（発行：白夜書房、発売：日正堂）にて執筆活動を続ける。夫である大塚英志は当時『漫画ブリッコ』の編集者だった。
- 1986年 雑誌『リュウ』（徳間書店）にて『恋するスパークリングフラッシュ』を、『週刊少年チャンピオン』にて『セーラー服で一晩中』を連載。
- 1988年 - 1990年 『ヤングチャンピオン』にて『卒業、最後のセーラー服。』を連載。
- 1989年 - 『サクリファイス』を単行本書下ろしで発表。
- 1991年 - 『贖いの聖者』を単行本書下ろしで発表。
- 1991年 - 『週刊少年チャンピオン』にて『東京星に、いこう』の連載を開始（-1992年）。
- 1992年 - 尾崎豊の急死に伴い、『卒業、最後のセーラー服。』の後半部分のみを改訂して書き下ろした単行本『懐かしい年への手紙』を出版社を変えて刊行。
- 1992年 - 同年より『季刊仏教』（法藏館）にて『グレーテルの記憶』の連載を始める。
- 1996年 - 『グレーテルの記憶』連載を中断。

その後は小説『夢から、さめない』に漫画を描き下ろしたり、2001年に復刊された『白倉由美コレクション1 セーラー服物語』にて単行本未収録だった『短距離走者』を新たに書き下している。

### 漫画作品の復刊
白倉由美は『グレーテルの記憶』の執筆を開始する前後に、自身の単行本を全て絶版にした。しかし、1996年にリーディングストーリィ『東京星に、いこう』のCD発売を契機に、少しずつ自身の作品を出版社は変えつつ復刊している。
- 1996年 - 東京星に、いこう
- 2001年 - 白倉由美コレクション（1巻が『セーラー服物語』、2・3巻が『セーラー服で一晩中』）
- 2002年 - 贖いの聖者
- 2003年 - グレーテルの記憶（前半の一部分のみ。これ以前は単行本未収録だった。）

### 漫画原作者としての活動
- 1996年 - 1997年 - 『少年王』（光文社）で連載された『Dream Girl 声優物語』の原作を担当。
- 1997年 - 1998年 - 『月刊ASUKAファンタジーDX』で連載された『イイナ 〜Feel for Love〜』の原作を「S-nery Angel」名義で担当。
- 2001年 - 2002年 - 『月刊少年エース』にて掲載された『雨の音が聞こえる』の原作を「大塚麻巳子」名義で担当。

## プロデューサーとして

### ラジオ番組の内容
1995年10月、マダラプロジェクト（後の大塚英志事務所/物語環境開発）制作のラジオ番組「マダラプロジェクトアワー」がTBSラジオより放送を開始し、白倉はそのプロデューサーを務める。
- この番組には3つの特徴があった。当時新人の声優だった桑島法子、桂川千絵、前田このみをパーソナリティとして起用したこと、3人で「S-nery」（サナリィ）という名のグループを結成させてアイドルのように演出したこと、短編の物語を朗読する「リーディングストーリー」（「リーディングストーリィ」とも表記される）というコーナーがあったことである。リーディングストーリーとは、静かなピアノの曲などを背景に静かな口調で朗読するもので、派手な効果音が無い点でラジオドラマとは異なる。最初のリーディングストーリー『夢から、さめない』はS-neryによって演じられた。
- 当初は半年で終了する予定だったが、1週間に1,000通以上の葉書が来ることもある人気番組となったこと、白倉も最初のリーディングストーリー『夢から、さめない』の続編を制作することを強く希望したため、番組の続行が決定した。リーディングストーリー『夢から、さめない』は2ヶ月オーバーの33話で終わる。ラジオは聴取率上がると別の会社がもっとスポンサー料出し枠をもっていくということがあり新しいスポンサーのゲームメーカーが100%スポンサー料を出せばTBSに残れたが、パーソナリティーを変えリーディングが流さないことが条件になったため、その後は、キー・ステーションをAM KOBEに変更し、番組名やパーソナリティを頻繁に変更・交替しつつ、最終的には2000年3月まで番組は続いた。その間に、『夢から、さめない』の続編である『東京星に、いこう』など多数のリーディングストーリーが制作され、その内のいくつかはCDに収録されて発売された。また、白倉により作詞・プロデュースされた楽曲も多くがCD化された。番組からはパーソナリティを務めた多くの新人女性声優が巣立っていったが、中には卒業後声優として成功を収めたものも何人か現れた。なお、白倉は全てのリーディングストーリーの脚本を担当し、またパーソナリティの人選も全て彼女が決定した。
- 白倉がプロデュースした番組は、パーソナリティが自由気ままに喋っているように放送されていたが、実際にはフリートークでさえも白倉が用意した台本を一字一句に至るまで読まされていた[注釈 1]。

### 番組終了後
白倉がプロデュースしたCDは発売後ほとんどが廃盤となっていたが、2003年12月より『白倉由美ベストセレクションシリーズ』として復刻し始めている。2005年8月現在までに復活したのは、リーディングストーリー『東京星に、いこう』、音楽CD（白倉のラジオ番組のパーソナリティ、または一般の声優によるヴォーカル）である。また、併せて新作『グレーテルの記憶』も発売されている。
白倉は2004年に武蔵野大学を卒業し、2005年7月3日より始まったラジオ関西の「改め!ラジオ新現実」にて、再びリーディングストーリーを始めた。番組は同年12月25日に終了した。

### ラジオ番組
- マダラプロジェクトアワー 声優育成シミュレーション学園少女
- マダラプロジェクトアワー2 S-neryのジョカ・ラジ
- マダラプロジェクトアワー3 夢さめ戦隊S-nery
- 夢さめ学園 イイナ向上委員会
- 声優志願の英雄志願
- 超時空学園　SORANE
- 夢さめ戦隊　また西へ
- 秘密結社　くらげ会
- アリスの憂鬱
- ヴァニラの秘密

### 番組に出演した主な人物
- 大塚英志（番組プロデューサー）
- 桑島法子
- 前田このみ
- 桂川千絵
- 竹田ともよ
- 千葉千恵巳
- 豊嶋真千子
- 前田愛
- 前田千亜紀
- ジョディ（モデル）
- 浅川悠
- 小島幸子
- 菊地由美
- 成田紗矢香
- 吉本桂子（モデル・タレント）
- 真田アサミ
- 那須野雅美
- 八巻千紘
- 大塚ギチ（ライター・編集者）
- 白倉由美

## 小説家として
白倉は元々大の文学好きで、文学者への憧れが昔からあったらしい。既に漫画家時代から大江健三郎などの小説家の影響が随所に見受けられた。1989年には既に『卒業、最後のセーラー服。』の3巻で『今はもう、いない』という、夕やけニャンニャンを題材にした短編小説を掲載していた。
- 1997年 - ラジオで放送されたリーディングストーリィ『夢から、さめない』の内容を一部改訂した小説『夢から、さめない』を刊行。
- 1998年 - 1999年 - 『ザ・スニーカー』にて『ミルナの禁忌』を連載。
- 2000年 - 『月刊ニュータイプ』において『多重人格探偵サイコ -雨宮一彦の帰還- ロリータの温度』を連載。
- 2000年 - 単行本『ロリータの温度』を書き下ろす。『月刊ニュータイプ』に連載されていたものとは別物である。
- 2001年 - 『小説現代増刊号メフィスト』（講談社）にて、私小説『おおきくなりません』の掲載を開始。続編の『やっぱりおおきくなりません』を含めれば2003年まで続く。
- 2003年 - 初めて児童文学に挑戦した『きみを守るためにぼくは夢をみる』（講談社）を刊行。

2002年に創刊された、大塚英志が編集を務める思想誌『新現実』（角川書店）より『しっぽでごめんね』の連載を始めた。また2004年に『新現実』の姉妹誌として漫画専門誌『Comic 新現実』が創刊されると、同時に『しっぽでごめんね』の連載も移行した。同誌では新作『海の境界』も執筆している。

## 備考
- 自身の今までの作品について、白倉由美自身は「大きなイニシエーションみたいなのがなくなって、いつまでもコドモのままでオトナになれない主人公たちを、どうやって大人にならせてあげようか」というのがテーマであると語っている[1]。
- 芸能界を舞台や背景にした作品がいくつもあるが、それらは白倉がおニャン子クラブのファンだったことに由来する（単行本『セーラー服で一晩中』でのコメントなど）。また、岡田有希子の自殺を『サクリファイス』や『イイナ 〜Feel for Love〜』の題材に取り上げ、またその他の作品でも断片的にこの事件に言及している。『夢から、さめない』の第3話『水の影を踏む』の後半部分では、『ノルウェイの森』の第一章後半の記述をほぼそのまま転載している。
- 白倉由美がプロデューサーを担当したラジオ番組には、2011年現在も声優として活動している者や、当時その卵だった者が中心に出演していた。ラジオ番組担当ではないが、平野綾もデビュー間もない頃にCD・書籍の「ロリータの温度」に出演している。また作家・佐藤友哉もこの番組に影響を受けた一人である[2]。
- 『贖いの聖者』は、原作は大塚英志というクレジットがつけられているが、これは版元の要求によりつけられたものであり、実際には白倉のオリジナル作品である[3]。逆に、『イイナ 〜Feel for Love〜』は白倉が原作者であるようにクレジットがつけられているが、実際には大塚が原作を担当していた[2]。ただしCDドラマの方は白倉が原作担当のようである。
- 小説『夢から、さめない』には、「なんだかこの仕事は、私のやりたいこととちがうかも…」と思って漫画を描くことをやめたという記述がある[注釈 2]。

## 作品リスト

### 漫画・画集
（絶版となった後で復刊された作品は、復刊された方のみ記述）
- スゥエード・キルシュ（白夜書房） 絶版
- ソロモンの指環（徳間書店） 絶版
- 恋するスパーリングフラッシュ（徳間書店） 絶版
- 学園少女 / 砂緒（白夜書房） 絶版
- セーラー服物語2巻（バナナムーンで会いましょう 収録）絶版
- セーラー服物語3巻（彼女の海岸線 収録） 絶版
- 卒業、最後のセーラー服。（秋田書店） 絶版
- サクリファイス（発行:スケール、発売:弓立社） 絶版
- 懐かしい年への手紙（秋田書店） 絶版
- 東京星に、いこう（発行:オプトコミュニケーションズ、発売:主婦の友社） 絶版
- 白倉由美コレクション（セーラー服物語・セーラー服で一晩中） （角川書店）
- 贖いの聖者（角川書店）
- グレーテルの記憶（講談社）

### 漫画原作
- Dream Girl 声優物語（作画:内村かなめ） （光文社）
- イイナ 〜Feel for Love〜（原作:S-nery Angel、作画:成瀬かおり） （角川書店）
- 雨の音が聞こえる（原作:大塚麻巳子 作画:やまさきもへじ） （角川書店）

### CD
- 『夢さめ戦隊ラジオ・イイナ』（NECアベニュー、Vol.1リリース：1996年12月21日、Vol.2リリース：1997年3月20日） 廃盤
- 『Baby Baby』(レーベル：（東芝EMI（現EMIミュージック・ジャパン）、リリース：1996年12月18日） 廃盤
  - 原作：田島昭宇、プロデューサー:大塚英志、演出・脚本:白倉由美、リーディング:中川亜紀子、音楽：吉川清之
- 『冬の教室』(レーベル：東芝EMI、リリース：1997年3月19日） 廃盤
  - 原作・プロデューサー:大塚英志、演出・脚本:白倉由美、リーディング:宮村優子、音楽：吉川清之、キャラクターイメージ：田島昭宇
- 『飛ぶ教室、その他の短編』（発売:マリン・エンタテインメント、販売:バンダイ・ミュージックエンタテインメント、リリース：1997年4月21日） 廃盤
  - 演出・脚本:白倉由美、プロデューサー:大塚英志、リーディング:桑島法子、飯塚雅弓、中川亜紀子、宮村優子他
- 『リーディングストーリー　MADARA天使編―麒麟』(レーベル：キングレコード、リリース：1997年12月3日）
  - 原作・プロデュース:大塚英志、演出・脚本:白倉由美、朗読:飯塚雅弓、音楽：岸本友彦、イラストレーション：田島昭宇
- 『Angel Voice Memorial ポケットラブ』（発売:ファーストスマイル・エンタテインメント、販売:ポニーキャニオン、Vol.1リリース：1998年1月21日、Vol.2リリース：1998年2月28日、Vol.3リリース：1998年3月18日） 廃盤
- 『MPD-PSYCHO サイコ サウンド・ストーリー』(レーベル：ソニーレコード、リリース：1998年5月30日、規格品番はSVWC-7001。）
  - 監督:白倉由美、脚本:白倉由美・大塚英志、音楽制作：ファースト・スマイルエンターテイメント、イラストレーション：田島昭宇
- 『声優物語 All in the golden afternoon』（日本コロムビア、Vol.1リリース：1998年6月20日、Vol.2リリース：1998年7月18日） 廃盤
- 『サウンド・ストーリー ミルナの禁忌』（SPEビジュアルワークス、リリース：1998年11月21日）
  - 原作・演出・脚本:白倉由美、プロデューサー:大塚英志、キャラクターデザイン：内藤泰弘、出演：成田紗矢香他
- 『超鉄大帝テスラ Audio Drama』（リリース：1999年06月21日、発売:エアーズ・販売:バンダイ・ミュージックエンタテインメント
  - 原作：大塚英志・大野安之、脚本:白倉由美／中村美穂、出演：南央美・成田紗矢香・中川亜紀子他
  - 主題歌 アイリスのkiss（歌／南央美&中川亜紀子　作詞／白倉由美　作曲／松尾洋一）
- 『ロリータの温度』（『多重人格探偵サイコ/雨宮一彦の帰還』サウンドトラック） （レーベル：キングレコード、リリース：2001年8月29日）
  - ボーカル：平野綾、企画:大塚英志、作詞:白倉由美、作曲：後藤次利）

- 白倉由美ベストセレクションシリーズ（発売:アブソードミュージックジャパン/モモアンドグレープスカンパニー、販売:キングレコード）
  - VOL.1 S-neryベスト盤『夢からさめない』（リリース：2003年12月26日）
  - VOL.3 S-neryリーディングストーリー『東京星に、いこう』総集編（リリース：2004年1月21日）
  - VOL.4 『声優ボーカル集』（リリース：2004年2月25日）
    - 企画：物語環境開発、全作詞・挿絵：白倉由美、プロデューサー:大塚英志、ジャケットデザイン:大塚ギチ

  - VOL.5 リーディングストーリー『グレーテルの記憶』（リリース：2004年6月23日）
    - プロデューサー・ディレクター・脚本・朗読：白倉由美、サウンドプロデューサー:大川正義、ジャケットデザイン:大塚ギチ

### 小説
- 夢から、さめない （角川書店 〈角川スニーカー文庫〉、1997年）
  - 夢から、さめない （角川グループパブリッシング 〈文庫〉、2009年）
- ミルナの禁忌 （角川書店 〈単行本〉、2000年）
- ロリータの温度 （角川書店 〈単行本〉、2000年）
- 終わらない夏休み〜セーラー服で一晩中〜 （角川書店 〈角川スニーカー文庫〉、2001年）
- おおきくなりません （講談社 〈単行本〉、2002年）
  - おおきくなりません （徳間書店 〈徳間デュアル文庫〉、2007年）
- きみを守るためにぼくは夢をみる （講談社 〈単行本〉、2003年）
  - きみを守るためにぼくは夢をみる （星海社 〈星海社文庫〉、2011年）
    - II巻（2011年）、III巻（2012年）、IV巻（2013年）
- ラジオ・キス （講談社 〈単行本〉、2007年）
- やっぱりおおきくなりません （徳間書店 〈徳間デュアル文庫〉、2008年）
- しっぽでごめんね （角川書店 〈単行本〉、2005年）
- ネネとヨヨのもしもの魔法（徳間書店、2014年）
- 僕らの惜春（星海社、2016年）